# Convento de las Isabeles (Salamanca)
El convento de Santa Isabel, también conocido como "las Isabeles", es un convento femenino de Salamanca.

## Historia
Fue fundado en 1438 por el obispo Sancho López de Castilla por iniciativa de doña Inés Suaréz de Solís, que fue su primera abadesa. Fue consagrado a santa Isabel de Hungría, patrona de las religiosas de la Tercera Orden de San Francisco.
En 1970 la parte del convento que daba a la calle Zamora fue derribada, solo sobreviviendo la iglesia, en cuya fachada exterior se ubican los escudos de los linajes de los Solís, de los Rodríguez y de los Varillas. 
El convento se fundó en casas que habían pertenecido a la Orden de los Templarios, y parte de la iglesia aprovecha un edificio de esta Orden. El interior es más interesante con una sola nave y una capilla mayor que contiene diversas tumbas de la familia Solís, una decoración gótica y diversos retablos destacando el de Santa Isabel de Hungría atribuido a Nicolás Florentino. También es destacable el artesonado del coro bajo, de estilo morisco, que se considera el más antiguo de la ciudad. La bóveda de la iglesia es de estilo neogótico de 1911, proyectada por Santiago Madrigal para sustituir el artesonado en mal estado. 